# Clifford Smith (cineasta)

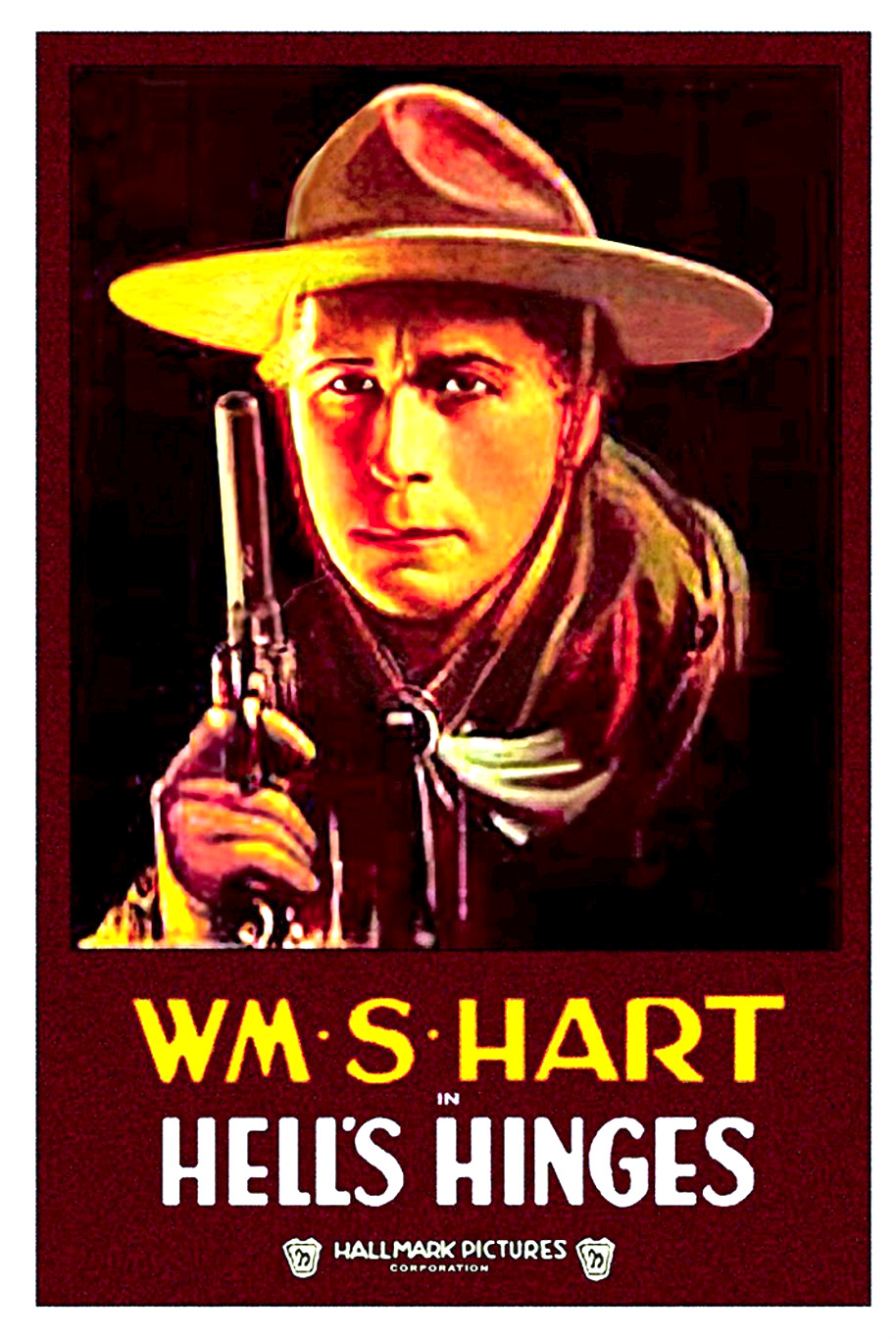
Cartaz do filme Hell's Hinges, com William S. Hart, dirigido pro Clifford Smith.

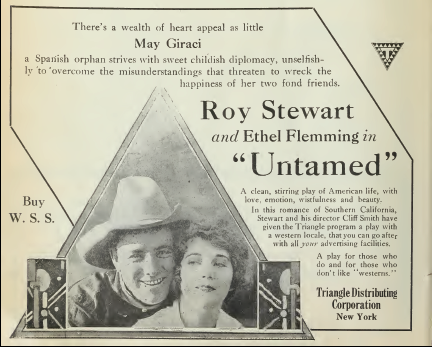
Anúncio do filme Untamed, com Roy Stewart, dirigido por Clifford Smith.

Clifford Smith (22 de agosto de 1894 – 17 de setembro de 1937) foi um cineasta estadunidense que entre 1915 e 1937 dirigiu cerca de 70 filmes. Foi eventualmente assistente de direção, ator, produtor e roteirista. Sua especialidade eram os Westerns e os seriados cinematográficos, e notabilizou-se por co-dirigir, com Ford Beebe, o seriado Ace Drummond, em 1936.

## Biografia
Clifford Smith Nasceu em Richmond, Indiana, em 22 de agosto de 1894. Iniciou sua carreira como  ator, em 1912, com o filme The Deserter, de Thomas H. Ince. O primeiro filme que dirigiu foi o curta-metragem The Roughneck, em 1915, para a Kay-Bee Pictures, empresa cinematográfica que atuou entre 1912 e 1918. Dirigiu vários curta-metragens Westerns entre 1915 e 1916, alguns não-creditado, para a Kay-Bee, estrelados por William S. Hart.
Em 1917 dirigiu para a Universal Pictures o curta-metragem June Madness. Dirigiu vários filmes com Roy Stewart para a Triangle Film Corporation, e em 1920 dirigiu os filmes The Cyclone e Three Gold Coins, estrelados por Tom Mix, para a Fox Film Corporation. A partir de 1924 dirigiu vários filmes para a Universal Pictures, com Al e Jack Hoxie, como Ridgeway of Montana (1924) e The Back Trail (1924), e com Hoot Gibson, como The Man in the Saddle (1926). Dirigiu em conjunto com outros diretores conhecidos, como Alan James e Lynn Reynolds. Dirigiu também alguns filmes para a MGM, como The Valley of Hell, em 1927.
Em 1936, co-dirigiu com Ford Beebe o seriado Ace Drummond, em 13 capítulos, para a Universal Pictures. Seguiram-se outros seriados em co-direção com Beebe, como Jungle Jim e Radio Patrol, sua última direção, em 1937. O seriado Radio Patrol foi lançado um mês após sua morte. O seriado Ace Drummond foi reeditado com 75 minutos e lançado na televisão sob o título Squadron of Doom, em 15 de dezembro de 1949.

### Ator
Clifford atuou em 10 filmes entre 1912 e 1936, destacando-se o curta-metragem Lure of the Violin, em 1913, em que personificou o Capitão Swift (creditado como S. Clifford Smith) e Les Misérables, em 1935, em que personificou o ajudante de Javert (não-creditado).

### Morte
Smith faleceu em Los Angeles, Califórnia, em 17 de setembro de 1937, aos 43 anos.

## Cliff Smith Productions
Produziu 5 filmes entre 1921 e 1922, 4 deles para a Cliff Smith Productions, sua própria companhia cinematográfica, que operou entre 1921 e 1922. Escreveu o roteiro do filme Western Hearts, com Josie Sedgwick, em 1921.
- The Good Black Sheep (1921)
- Western Hearts (1921)
- Crossing Trails (1921)
- Daring Danger (1922)

## Filmografia parcial
- The Roughneck (1915)
- June Madness (1917)
- Man of Might (1919) (não-confirmado)
- The Cyclone (1920)
- Three Gold Coins (1920)
- Ridgeway of Montana (1924)
- The Back Trail (1924)
- The Valley of Hell (1927)
- Ace Drummond (1936)
- The Adventures of Frank Merriwell (1936)
- Jungle Jim (1937)
- Secret Agent X-9 (1937)
- Wild West Days (1937)
- Radio Patrol (1937)